# Kooi van Faraday

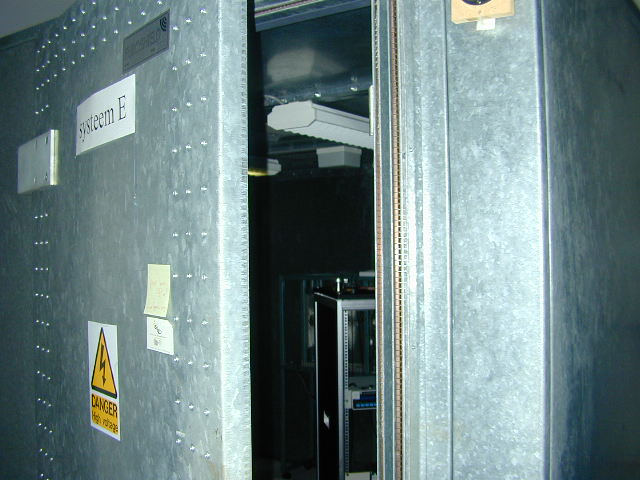
Elektrisch dode kamer

Een kooi van Faraday, genoemd naar Michael Faraday, is een kooivormige constructie van elektrisch geleidend materiaal, zoals koper of ijzer, die ervoor zorgt dat statische elektrische velden niet tot binnen de kooi kunnen doordringen. 
De kooi is wel doordringbaar voor statische magnetische velden zoals het aardmagnetisch veld. De kooi biedt bescherming tegen statische ontladingen zoals bliksem. Voor het afschermen van een magnetisch veld worden series gesloten doosjes van mumetaal gebruikt.
In de praktijk wordt de term 'kooi van Faraday' tegenwoordig hoofdzakelijk gebruikt voor ruimtes die elektromagnetische straling buitensluiten: elektromagnetisch dode ruimtes. Als vuistregel geldt dat een kooi van Faraday ondoordringbaar is voor elektromagnetische straling, als de maaswijdte kleiner is dan een tiende van de golflengte van die straling; dit is overigens afhankelijk van de gewenste uitdoving. De golflengte van een magnetron is ongeveer 12 centimeter en de maaswijdte ongeveer een millimeter, zodat er een zeer goede afscherming is. Ontvangst van radiosignalen is in een kooi van Faraday daarom niet mogelijk. Het uitzenden van radiosignalen door een zender met antenne in een kooi van Faraday is ook niet mogelijk. Allerlei stoorvelden, zoals van bliksem, hebben in een kooi van Faraday geen invloed; vandaar dat  kritisch natuurkundige experimenten vaak in een dergelijke kooi gedaan worden. Een dichte auto werkt als kooi van Faraday, maar vanwege de grote ramen is ontvangst van hoge frequenties zoals voor gsm (golflengte 33 cm en minder) in de auto nog wel mogelijk.

## Werking

Een willekeurig gesloten oppervlak aan de binnenste rand omsluit geen lading, dus het netto aantal veldlijnen dat betreedt en verlaat is nul. Voor het gedeelte in de geleider geldt, dus daar zijn geen veldlijnen door. Dit betekent dat er vanuit het inwendige geen veldlijnen kunnen betreden

Werking van de kooi van Faraday

Wanneer een geleidend omhulsel in een elektrisch veld wordt geplaatst, oefent het elektrische veld een kracht uit op een ladingsdrager met lading {\displaystyle q} in het omhulsel, gegeven door: {\displaystyle {\vec {F}}=q{\vec {E}}}. Aangezien positieve en negatieve ladingsdragers een verschillend teken voor {\displaystyle q} hebben, zal de kracht op ladingsdragers van verschillend teken tegengesteld zijn, waardoor de ladingsdragers uit elkaar worden geduwd. Door deze ladingsverdeling, wordt een secundair elektrisch veld opgewekt. Kijkend naar de elektrische flux voor een gesloten oppervlak {\displaystyle S} dat een deel van het omhulsel bevat en een deel van het inwendige met in dat gebied een totale lading {\displaystyle Q_{omvat}}, geldt hiervoor volgens de wet van Gauss:
{\displaystyle \oint _{S}{\vec {E}}\cdot d{\vec {A}}={\frac {Q_{omvat}}{\epsilon _{0}}}}
Aangezien het gaat om elektrostatica is het elektrische veld en daarmee ook de flux in de geleider altijd nul. Daarbij komt dat {\displaystyle S} geen lading omsluit (deze zit aan de rand), dus moet gelden voor de elektrische flux in het inwendige:
{\displaystyle \int {\vec {E}}\cdot d{\vec {A}}=0}
Dit betekent dat het secundaire elektrische veld het oorspronkelijke veld moet opheffen, zodat er in totaal geen elektrisch veld meer binnen de geleider is
Indien voor hoge frequenties (dus met korte golflengte) afscherming nodig is, dienen in geval van gaas de wanden te voorzien te worden van metaal met een maaswijdte kleiner dan de golflengte, of het omhulsel volledig te vervaardigen van geleidende platen. Voor kritische elektronische onderdelen worden voor dit doel wel kleine metalen dozen gebruikt. Het is dan van belang dat de deksel met veel geleidende lipjes goed contact maakt langs de hele omtrek van de doos.

### Inwendige afscherming
Een ongeaarde kooi van Faraday kan ook een inwendig elektrisch veld afschermen, maar alleen wanneer er in totaal geen nettolading in het inwendige is. Wordt een lading {\displaystyle +q} in het inwendige geplaatst, dan volgt uit de wet van Gauss dat op de binnenste rand een lading komt van {\displaystyle -q}. Dit volgt uit het kiezen van een gebied {\displaystyle S} door de geleider heen, dat het gehele inwendige omsluit. Hier is het elektrische veld altijd nul, dus moet de totale omsloten lading ook nul zijn. Nu moet er op de buitenste rand van de geleider een lading van {\displaystyle +q} komen, waaruit volgt dat uit de geleider veldlijnen naar buiten komen.
Wanneer de nettolading in het inwendige gelijk is aan 0, gaat dit argument niet op en blijkt op dezelfde wijze als uitwendige afscherming, dat er geen elektrisch veld is buiten de geleider.
Wanneer de kooi van Faraday wordt geaard, kan in geval van een nettolading in het inwendige, deze wel een inwendig elektrisch veld afschermen: de buitenste lading stroomt namelijk weg naar de aarde.

## Praktische toepassing

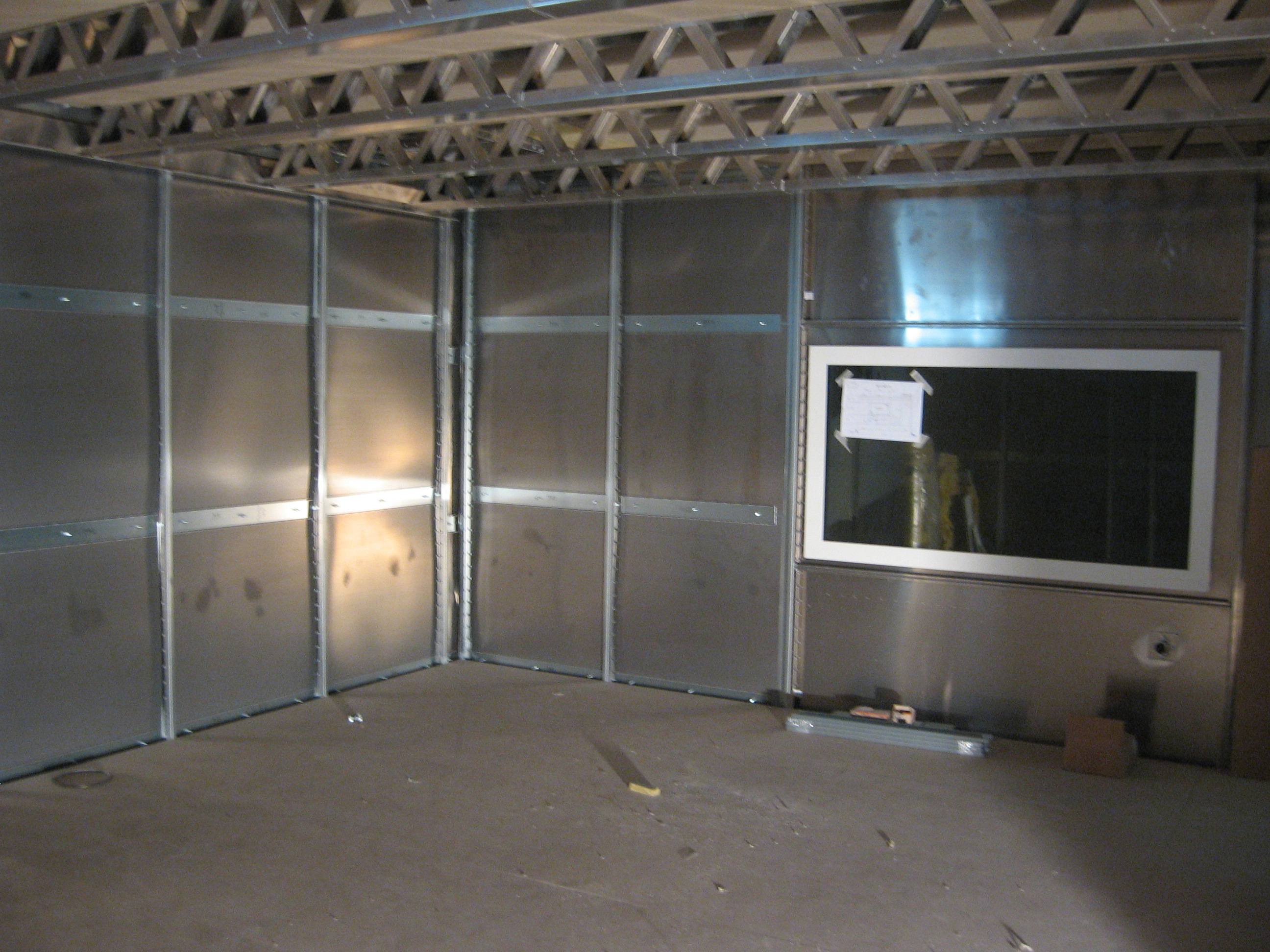
Kooi van Faraday voor MRI-scanner

- Magnetrons bestaan uit een metalen kast, met aan de voorzijde een doorzichtige deur waar een metaalfilm is opgedampt, met gaatjes om hem doorzichtig te maken. Zij vormen dus een kooi van Faraday voor de magnetronstraling. Deze heeft een golflengte van circa 12 centimeter, te groot om door de gaatjes te ontsnappen.
- De ruimte waarin een MRI-scanner staat is afgeschermd met een kooi van Faraday. Het is wel nodig om de ongewenste staande golven door de reflecties van de radiostraling binnen de kooi te dempen, daarvoor zijn speciale maatregelen nodig.[3]
- Noodzendertjes voor vliegers bij de Koninklijke Luchtmacht worden afgeregeld en gecontroleerd in een elektromagnetisch dode ruimte, omdat alle vliegtuigontvangers altijd luisteren naar twee noodkanalen en een testsignaal dat niet geïnterpreteerd mag worden als noodoproep van een verongelukte vlieger.